# Niederländische Hockeynationalmannschaft der Damen

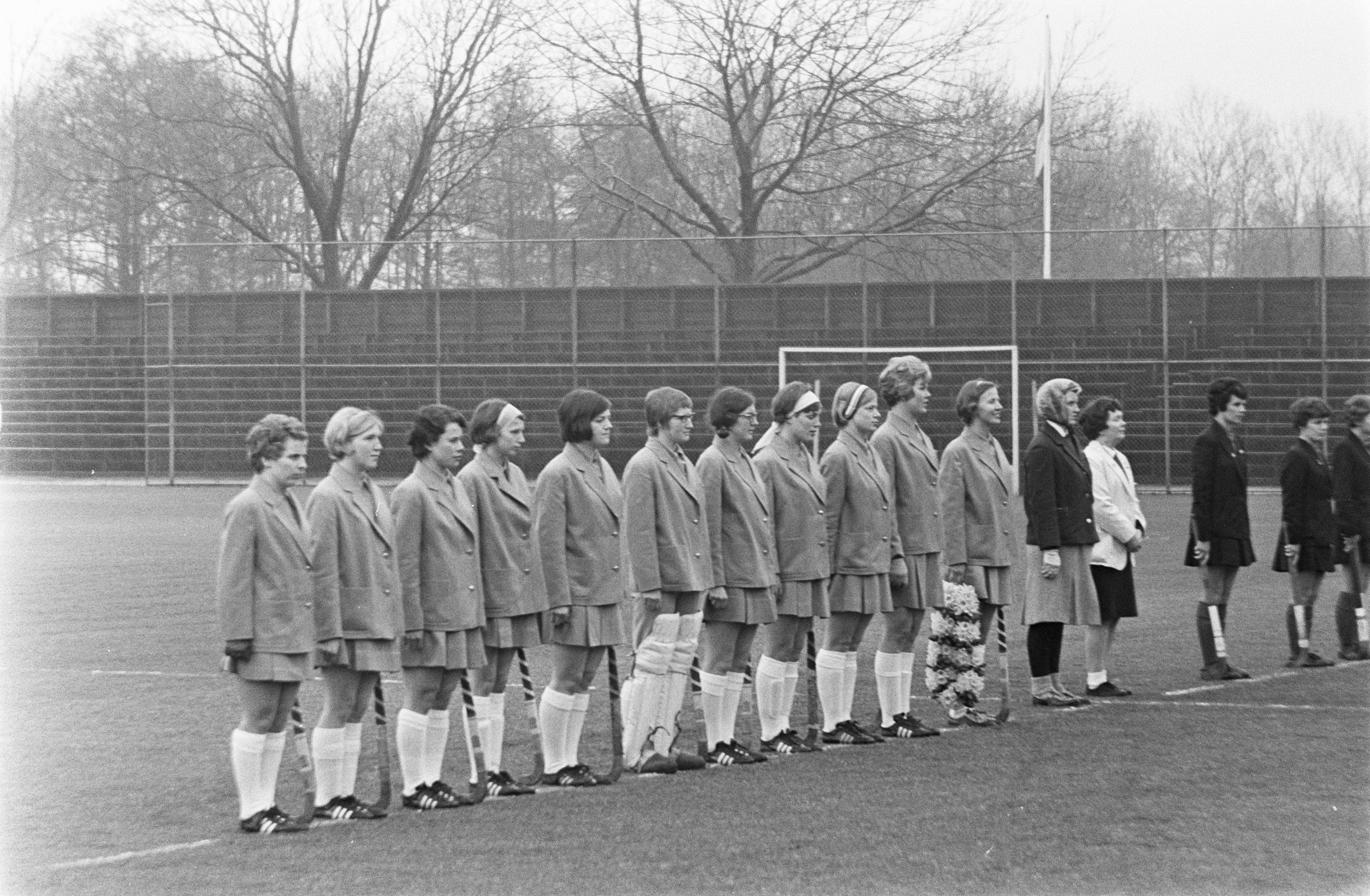
Nationalmannschaft 1966

Die niederländische Hockeynationalmannschaft der Damen vertritt die Niederlande bei internationalen Wettbewerben im Hockey. Sie ist fünffacher Olympiasieger und Rekordweltmeister mit neun bzw. elf WM-Titeln.
Aktuell (Juni 2025) steht die Nationalmannschaft in der Weltrangliste im Feldhockey auf Rang 1 und im Hallenhockey auf Rang 11.

## Geschichte
Die Niederlande spielten von Anfang an eine dominante Rolle im Frauenhockey. Im ausgehenden Viktorianischen Zeitalter gründeten sich erste selbstständige Damenhockeyvereine. Am 16. Oktober 1911 gründete sich der Nederlandse Dames Hockey Bond (NDHB). Während der deutschen Besatzung schloss er sich dem Koninklijke Nederlandse Hockey Bond (KNHB) an. Die eigentliche Fusion folgte 1954.
1951 hatte der NDHB noch das erste internationale Frauenturnier ausgerichtet, an dem Frankreich und die Schweiz teilnahmen.

## Erfolge
Stand: August 2025

### Olympische Spiele
- Goldmedaillen: 1984, 2008, 2012, 2020 und 2024
- Silbermedaillen: 2004 und 2016
- Bronzemedaillen: 1988, 1996 und 2000
- 6. Platz: 1992

### Weltmeisterschaften
- Goldmedaillen: 1971, 1974, 1978, 1979, 1983, 1986, 1990, 2006, 2014, 2018, 2022
- Silbermedaillen: 1981, 1998, 2002, 2010
- Bronzemedaille: 1976
- 4. Platz: 1975
- 6. Platz: 1994

### Champions Trophy

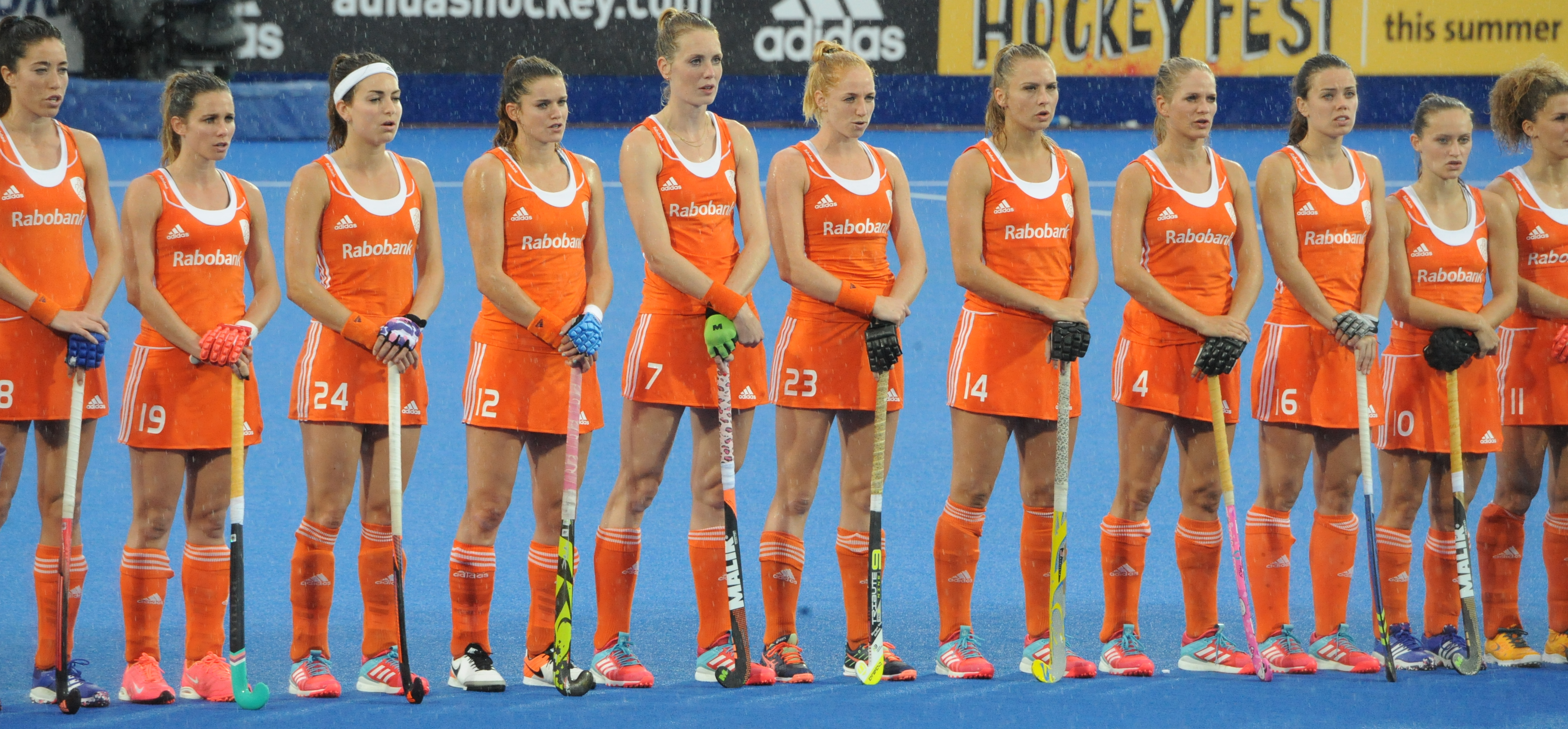
Nationalmannschaft 2016

- Goldmedaillen: 1987, 2000, 2004, 2005, 2007, 2011, 2018
- Silbermedaillen: 1993, 1999, 2001, 2010, 2016
- Bronzemedaillen: 1991, 1997, 2002, 2003, 2006, 2008, 2009, 2012, 2014
- 5. Platz: 1989

### Europameisterschaften
- Goldmedaillen: 1984, 1987, 1995, 1999, 2003, 2005, 2009, 2011, 2017, 2019, 2021, 2023, 2025
- Silbermedaillen: 2007, 2015
- Bronzemedaille: 2013
- 4. Platz: 1991

## Trainer
- 1965–1974: Jo Jurissen
- 1975–1977: Riet Küper
- 1977–1980: Huib Timmermans
- 1980–1989: Gijs van Heumen
- 1989–1993: Roelant Oltmans
- 1993–1994: Bert Wentink
- 1994–2000: Tom van ’t Hek
- 2001–2008: Marc Lammers
- 2008–2010: Herman Kruis
- 2010–2014: Max Caldas
- 2014–2015: Sjoerd Marijne
- 2015–2021: Alyson Annan
- 2021–2022: Jamilon Müllers
- 2022–2024: Paul van Ass
- seit 2024: Raoul Ehren